# 絵鞆岬

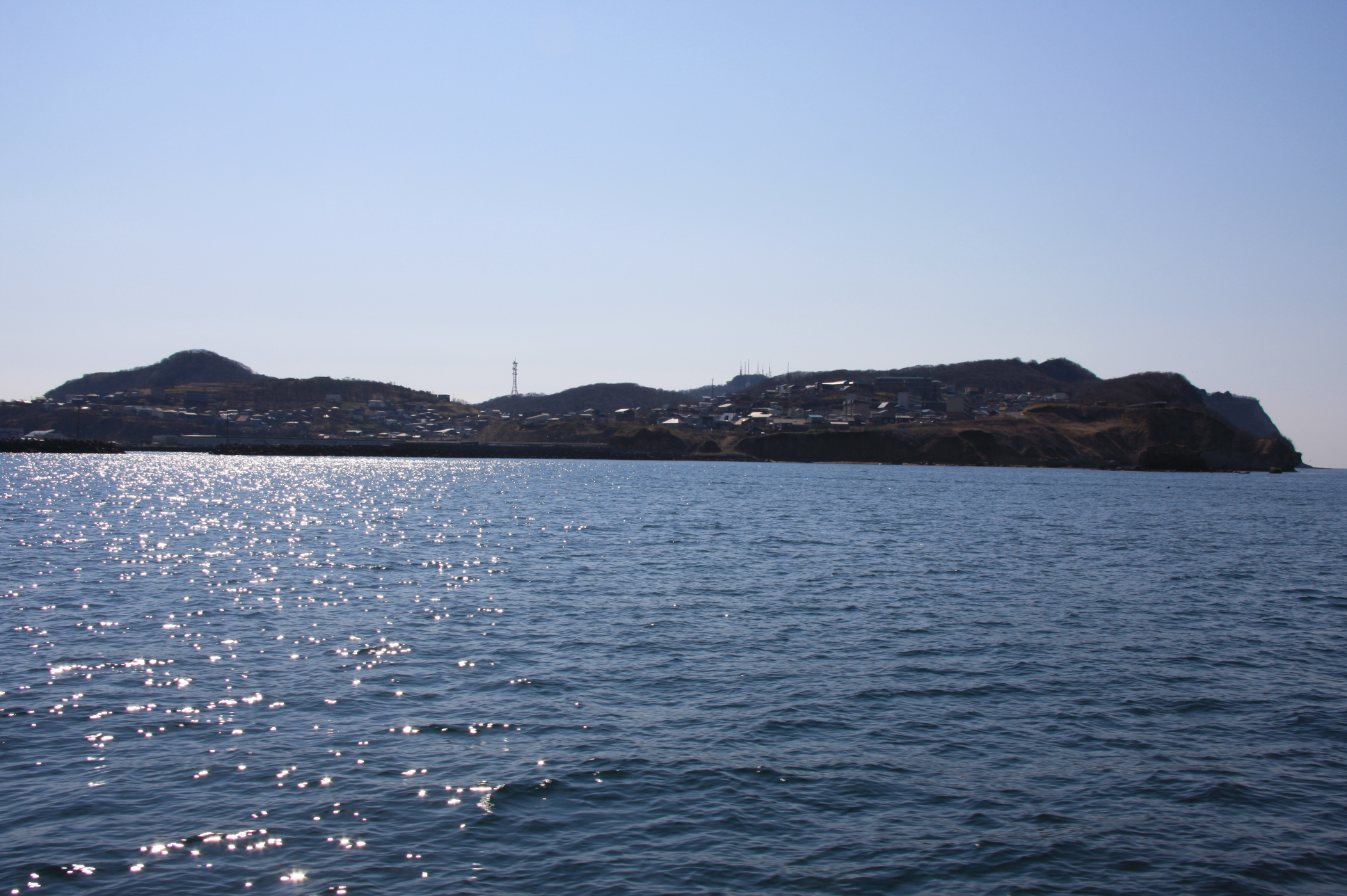
絵鞆岬

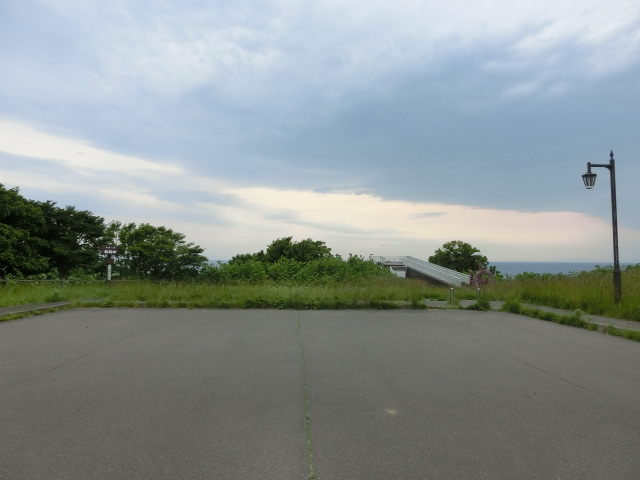
絵鞆岬展望台の駐車場

絵鞆岬（えともみさき）は、北海道室蘭市にある絵鞆半島最西端の岬。アイヌ語で岬を意味する「エンルム」が語源とされる。

## 概要
岬周辺には古くからアイヌ民族のチャシがあり、慶長年間（1600年頃）には松前藩が絵鞆場所を開き、和人とアイヌの人たちが商取り引きをする運上屋（うんじょうや）を建てた。後に運上屋が幕府直轄の会所に改められ対岸のモロラン（現・崎守）に移設されるまでは、室蘭地方の中心集落として栄えた。
絵鞆岬を最西端とする絵鞆半島は室蘭港を抱くように伸びた陸繋砂洲であり、太平洋側の東岸は海食崖が発達している。噴火湾を中心として昭和新山や有珠山、羊蹄山、遠くは恵山岬まで眺望できる室蘭の代表的な景勝地として、室蘭八景の一つになっている。
1962年（昭和37年）には開港90年・市制施行40年を記念し、先住民慰霊碑が展望台脇に建立されている。

## CD
篠島恵子「絵鞆岬」（作詞・作曲：浜浩二）